# Översjön (Hede socken, Härjedalen)
Översjön är en sjö i Härjedalens kommun i Härjedalen och ingår i Ljusnans huvudavrinningsområde. Sjön har en area på 0,784 kvadratkilometer och ligger 788 meter över havet.

## Delavrinningsområde
Översjön ingår i det delavrinningsområde (690235-136352) som SMHI kallar för Utloppet av Översjön. Medelhöjden är 805 meter över havet och ytan är 12,62 kvadratkilometer. Räknas de 3 avrinningsområdena uppströms in blir den ackumulerade arean 44,81 kvadratkilometer. Rosseln som avvattnar avrinningsområdet har biflödesordning 3, vilket innebär att vattnet flödar genom totalt 3 vattendrag innan det når havet efter 322 kilometer. Avrinningsområdet består mestadels av skog (48 procent) och sankmarker (40 procent). Avrinningsområdet har 0,96 kvadratkilometer vattenytor vilket ger det en sjöprocent på 7,6 procent.